# Sarah Wilhite
Sara Grace Wilhite, coniugata Parsons, (Eden Prairie, 20 luglio 1995), è una pallavolista statunitense, schiacciatrice del Kuzeyboru.

## Carriera

### Club
La carriera di Sara Wilhite inizia nei tornei scolastici del Minnesota, giocando per la Eden Prairie HS, e a livello di club col Northern Lights. Dopo il diploma gioca nella NCAA Division I con la Minnesota: fa parte delle Golden Gophers dal 2013 al 2016, raggiungendo due Final 4, fermandosi in entrambi i casi alle semifinali nazionali, e ricevendo diversi riconoscimenti individuali, sui quali spicca quello di National Player of the Year ricevuto durante il suo senior year.
Nella stagione 2017-18 firma il suo primo contratto professionistico nella Serie A1 Italiana con l'UYBA, mentre nella stagione seguente difende i colori del MTV Stoccarda nella 1. Bundesliga tedesca, vincendo lo scudetto. Nel campionato 2019-20 emigra in Brasile, dove partecipa alla Superliga Série A col Bauru, ma già nel campionato seguente è di ritorno nel vecchio continente, accasandosi nella Sultanlar Ligi turca con il Nilüfer.
Si trasferisce quindi in Giappone per il campionato 2021-22, partecipando alla V.League Division 1 con le NEC Red Rockets per un biennio, dopo il quale rientra nella massima divisione turca, questa volta indossando la casacca del Kuzeyboru.

### Nazionale
Nel 2018 fa il suo esordio nella nazionale statunitense, vincendo la medaglia d'oro alla Coppa panamericana, seguita da un altro oro alla NORCECA Champions Cup 2019, dove viene premiata come MVP.
Nel 2021 vince la medaglia d'oro alla Volleyball Nations League, seguita dal bronzo alla Coppa panamericana 2023 e dall'oro alla NORCECA Final Six 2023.

## Palmarès

### Club
- Campionato tedesco: 1

2018-19

### Nazionale (competizioni minori)
- Coppa panamericana 2018
- NORCECA Champions Cup 2019
- Coppa panamericana 2023
- NORCECA Final Six 2023

### Premi individuali
- 2015 - NCAA Division I: Des Moines Regional All-Tournament Team
- 2016 - National Player of the Year
- 2016 - All-America First Team
- 2016 - NCAA Division I: Minneapolis Regional MVP
- 2016 - NCAA Division I: Columbus National All-Tournament Team
- 2019 - NORCECA Champions Cup: MVP